# Never Give Up
Never Give Up, è il secondo singolo di Whitney Houston estratto dall'album postumo I Will Always Love You: The Best of Whitney Houston.

## Video
Il 6 novembre 2012 viene pubblicato il lyric-video del brano sul canale Vevo della cantante.